# BM Remudas
Balonmano Remudas er en spansk kvindehåndboldklub i Telde, Gran Canaria i Spanien. Klubben spiller for tiden i División de Honor. Klubben blev grundlagt i 1978 og har hjemmebane i Antonio Moreno Arena. Holdets træner er Antonio Moreno.

## Truppen 2017/18
| Målvogtere - Silvia Navarro - Dara Hernández - Andrea Armas Fløjspillere RW - Melania Falcon LW - Tiddara Trojaola - Arinegua Perez Risco - Chaxiraxi Hernández Stregspillere - Haridian Rodriguez Hernandez - Yulisa Quevedo | Bagspillere LB - Lizandra Lusson - Manuela Pizzo - Alba Jiménez CB - Slavica Schuster - Maria Gonzalez Mendez - Carmen Toscano RB - Rafhaela Priolli - Seynabou Mbengue Rodriguez |